# Manakintyrann
Manakintyrann (Neopipo cinnamomea) är en fågel i familjen tyranner inom ordningen tättingar.

## Utseende och läte
Manakintyrannen är en liten fågel med stora ögon och mestadels roströd fjäderdräkt. På buken är den något ljusare. Huvudet är gråaktigt med en gul fläck åå hjässan som kan vara svår att se. Benen är blågrå. Lätet består av en ljus, pressad och böjd vissling som avges med rätt långa intervaller. Det inleder ofta sången, en fallande serie med pipiga toner som kan vara rätt vittljudande.

## Utbredning och systematik
Manakintyrannen placeras som enda art i släktet Neopipo. Den delas in i två underarter med följande utbredning:
- Neopipo cinnamomea helenae – förekommer i allra sydligaste Venezuela, angränsande till Guyana och i norra Brasilien (Amapá)
- Neopipo cinnamomea cinnamomea – förekommer från allra ostligaste Colombia till östra Ecuador, östra Peru och västra Amazonområdet i Brasilien

### Familjetillhörighet
Länge placerades arten i familjen manakiner (Pipridae), då med det svenska namnet kanelmanakin. DNA-studier visar dock att den är nära släkt med tyranner (Tyrannidae), i en grupp med den lika enigmatiska kungsfågeltyrannen och spadnäbbarna i Platyrinchus och förs därför numera oftast till den familjen istället. Vissa urskiljer dock gruppen som den egna familjen Platyrinchidae.

## Levnadssätt
Manakintyrannen hittas i olika typer av skog, möjligen vanligast i områden med sandig jord. Den ses i skogens nedre och mellersta skikt där den födosöker efter insekter och frukt som den plockar genom korta utfall. Fågeln undgår lätt upptäckt och röjer sin närvaro oftast genom lätet. Ibland slår den följe med kringvandrande artblandade flockar.

## Status och hot
Arten har ett stort utbredningsområde, men tros minska i antal, dock inte tillräckligt kraftigt för att den ska betraktas som hotad. Internationella naturvårdsunionen IUCN listar arten som livskraftig (LC).